# Belince
Pour l’article homonyme, voir Belince (Štimlje).
Belince (allemand : Bellinz, hongrois : Belincz) est un village de Slovaquie situé dans la région de Nitra.

## Histoire
La première mention écrite du village date de 1318.

## Démographie

### Évolution de la population
| Année:               | 1994. | 2004.   | 2014.    | 2024.    |
| -------------------- | ----- | ------- | -------- | -------- |
| Nombre de personnes: | 267   | 281     | 324      | 376      |
| Différence:          |       | +5,24 % | +15,30 % | +16,04 % |

| Année:               | 2023. | 2024.   |
| -------------------- | ----- | ------- |
| Nombre de personnes: | 383   | 376     |
| Différence:          |       | -1,82 % |